# Norma Koch
Norma Koch (* 27. März 1898; † 29. Juli 1979 in Jamaica, Queens, New York City, New York) war eine US-amerikanische Kostümbildnerin, die einmal den Oscar für das beste Kostümdesign gewann und zwei weitere Male für diesen Oscar nominiert war.

## Leben
Norma Koch begann ihre Laufbahn als Kostümbildnerin in der Filmwirtschaft Hollywoods 1946 bei dem Film Ein eleganter Gauner (A Scandal in Paris) und wirkte bis 1972 an der Kostümausstattung von fast vierzig Filmen mit.
Bei der Oscarverleihung 1963 gewann sie den Oscar für das beste Kostümdesign in einem Schwarzweißfilm in Was geschah wirklich mit Baby Jane? (1962) von Robert Aldrich mit Bette Davis, Joan Crawford und Victor Buono in den Hauptrollen.
1965 war sie für diesen Oscar nominiert, und zwar für die Kostüme in dem Schwarzweißfilm Wiegenlied für eine Leiche (1964) von Robert Aldrich mit Bette Davis, Olivia de Havilland und Joseph Cotten. Der Film war als Nachfolgefilm zu Was geschah wirklich mit Baby Jane? gedacht, wobei Joan Crawford zu Beginn der Dreharbeiten erkrankte und durch Olivia de Havilland ersetzt wurde. Eine weitere Nominierung für den Oscar für die besten Kostüme erhielt sie zusammen mit Bob Mackie und Ray Aghayan bei der Oscarverleihung 1973 für ihren letzten Film Lady Sings the Blues (1972), einer von Sidney J. Furie inszenierten Filmbiografie über die Jazzsängerin Billie Holiday mit Diana Ross, Billy Dee Williams und Richard Pryor in den Hauptrollen.

## Filmografie (Auswahl)
- 1946: Ein eleganter Gauner (A Scandal in Paris)
- 1947: Die Privataffären des Bel Ami (The Private Affairs of Bel Ami)
- 1948: Tarzan in Gefahr
- 1949: Love Happy
- 1950: Geheimagent in Wildwest (Dakota Lil)
- 1950: Unter Einsatz des Lebens (Southside 1-1000)
- 1951: Das Schwert von Monte Christo (The Sword of Monte Cristo)
- 1952: Die Rose von Cimarron (Rose of Cimarron)
- 1955: Marty
- 1955: Der Mann aus Kentucky (The Kentuckian)
- 1957: Sayonara
- 1962: Geronimo
- 1964: Wiegenlied für eine Leiche
- 1965: Der Flug des Phoenix
- 1971: Die Grissom Bande (The Grissom Gang)
- 1972: Lady Sings the Blues

## Auszeichnungen
- 1963: Oscar für die besten Kostüme in einem Schwarzweißfilm